# بز-موآ
بز-موآ (Baise-moi) یا منو بکن فیلم جنایی پورنو در سبک تجاوز و انتقام به کارگردانی ویرژینی دپانت و کُرالی‌ترین تی محصول سینمای فرانسه است که سال ۲۰۰۰ منتشر شد. از بازیگران آن می‌توان به کارن لانکاوم، رافائلا اندرسون و ایان اسکات اشاره کرد.
بز-موآ به‌خاطر خشونت بیش از حد و صحنه‌های سکس عریان از جمله‌فیلم‌های نهایت‌گرایی نوین فرانسه قلمداد می‌شود که پس از انتشار در تمام اروپا؛ کانادا و استرالیا مجوز پخش نگرفت. فیلم از سال ۲۰۰۲ از سینما و تلویزیون کنار گذاشته شد و پس از آن به‌طور کامل توقیف شد. این فیلم هنوز در آنجا به دلیل «محتوای خشونت آمیز جنسی مضر و صریح» ممنوع است و در سال ۲۰۱۳ دوباره توقیف شد.
یکی از کارگردانان این فیلم کُرالی‌ ترین تی بود که قبلاً به‌عنوان یک بازیگر پورنوگرافی فعالیت داشت و فیلم، شامل چندین صحنه سکس شبیه‌سازی‌نشده است. او بازیگر اصلی این فیلم نیز، بازیگران حرفه‌ای پورن بودند.